# MERRY GO WORLD
「MERRY GO WORLD」（メリー・ゴー・ワールド）は、日本のロックバンド12012の3枚目のシングル。2008年4月16日にリリースされた。

## 作品情報
- 前作「SHINE」から約半年ぶりのシングル。
- この作品は「より多くの人に聴いて欲しい」というメンバーの思いから、「疾走感があって、キャッチー」な曲調となっている[1]。
- 4曲にそれぞれのテーマがありながらも共通点が歌詞に表れており、ヴォーカルの宮脇渉は「そういうアプローチが採れたことに満足しています」と語っている[1]。
- それまでのシングルでは、A面に「コアな曲」をB面に「キャッチーな曲」を入れることが多かったが、本作ではA面に「キャッチーな曲」を入れたとのこと[2]。
- 収録曲の作詞は全て宮脇渉が手掛けている。
- CDのジャケットの両面は3タイプで1つにつながる絵になっている。一見“かわいい”ジャケットとなっているが、ナイフを持った少女や銃などが隠れている「だまし絵」であるとのこと[3]。

## 収録曲

### 初回盤A
1. MERRY GO WORLD（作詞：宮脇渉 作曲：塩谷朋之）
2. LOVERS（作詞：宮脇渉 作曲：酒井洋明）

### 初回盤B
1. MERRY GO WORLD（作詞：宮脇渉 作曲：塩谷朋之）
2. LOVERS（作詞：宮脇渉 作曲：酒井洋明）
3. I BELIEVE....（作詞：宮脇渉 作曲：酒井洋明）

### 通常盤
1. MERRY GO WORLD（作詞：宮脇渉 作曲：塩谷朋之）
2. LOVERS（作詞：宮脇渉 作曲：酒井洋明）
3. 未来図（作詞・作曲：宮脇渉）

## 収録内容

### CD
MERRY GO WORLD
- ロックらしさとキャッチー性の、両方が意識された「疾走感」のある曲[1][4]。
- 12012らしいシングルにするために、デモ段階からテンポを20BPMほど上げている[1]。
- これまで、楽曲の歌のメロディーを考えるのは宮脇渉であったが、この曲は塩谷朋之が作成したメロディーを使用した[1]。
- 長調とメジャーコードを主体にした曲進行を前面に出すことで、メッセージ性を強めたとのこと[5][4]。
- 膨大な情報を伝えるより、一番伝えたいこと端的に飛ばす方がよりメッセージを理解されると考え、制作段階よりシンプルな仕上がりとなっている[2]。
- また、この曲は「2008年の12012のテーマ」であり、「訴えかけていきたいこと」であるとのこと[6]。

LOVERS
- 「愛した人が、もうこの世にいない」という状況を描いた曲[1]。
- メンバーいわく「日本的なメロディーで和っていう感じの曲」とのこと[3]。
- 初めてシェイカーが使用されており、この曲の制作にあたって、ドラムスの川内亨はツアー中のホテルなどでも練習していた[1]。

I BELIEVE....
- テーマは「信頼感」[1]。
- この曲の歌詞には、ファンへ向けられた「人と人との繋がり」や「絆」という想いが記されている[7]。
- 制作時にツアーを行っていたため時間の都合上、深夜のホテルでギターを録音した[1]。

未来図
- 「未来図は、叶わなくても描く事が大事」というメッセージが込められている曲[1]。
- また、同時に「けっしてあきらめず、未来へ突き進んでいく決意」を描いている[7]。

### DVD PV“MERRY GO WORLD”
- 初回盤Aに付録され、PV“MERRY GO WORLD”が収録されている。
- このPVには岸部四郎が出演しており、出演を依頼した理由は曲のテーマに最も適当な人物であったからとのこと[8]。
- 出演を発表した時に12012について、「バンド名の番号が気に入った」とも語った[8]。
- 1stアルバム収録曲『ダイヤモンド』と同様に物語仕立てとなっている[7]。

## タイアップ
MERRY GO WORLD
- 日本テレビ系『音楽戦士 MUSIC FIGHTER』POWER PLAY（2008年4月）
- テレビ埼玉『HOT WAVE』エンディング（2008年5月）
- テレビ愛知『a-ha-N varie』エンディング（2008年4月・5月）

LOVERS
- テレ朝チャンネル『Wild Strawberry』エンディング（2008年4月～8月）